# Elena (fiica lui Ștefan cel Mare)

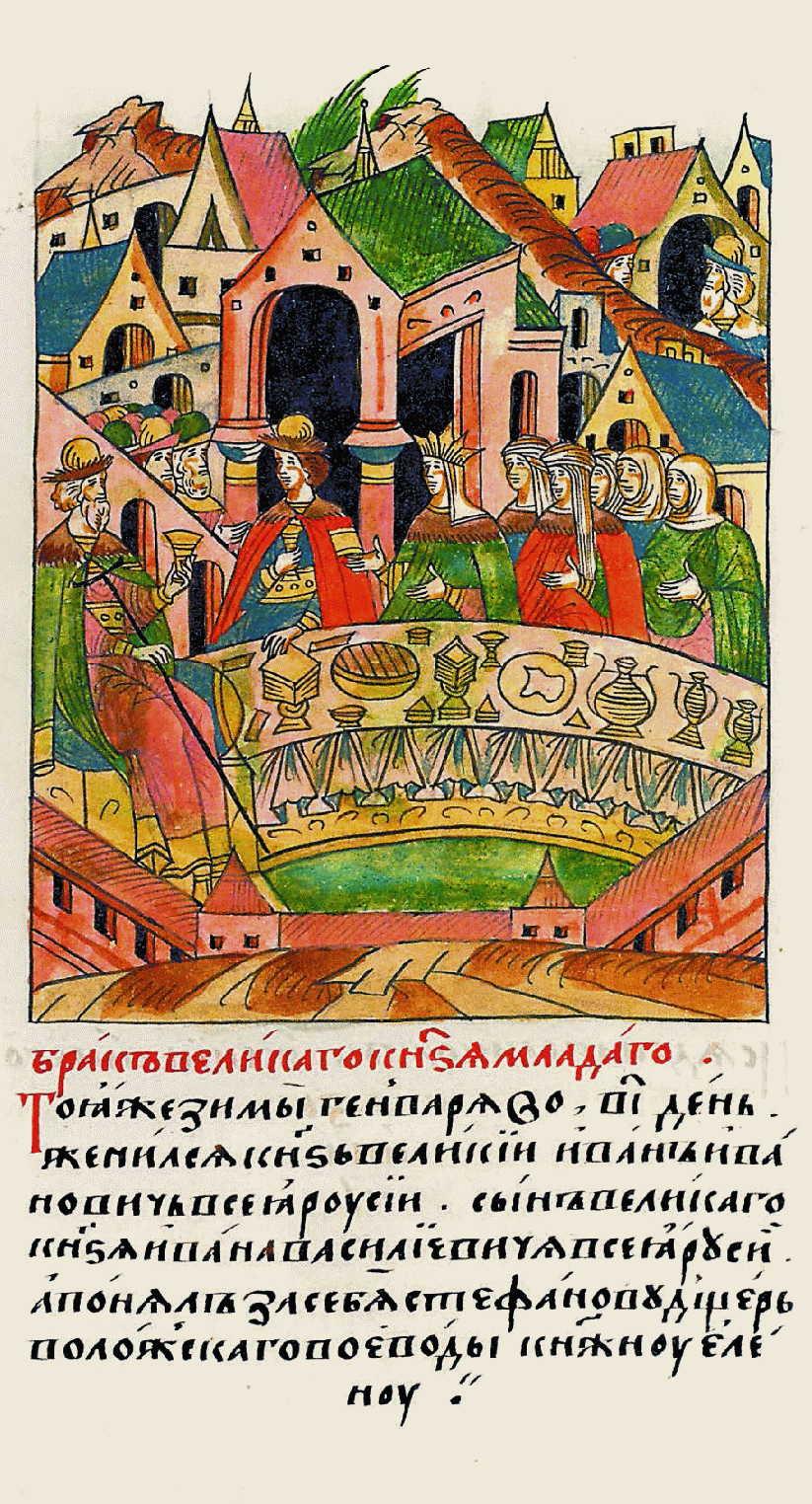
Nunta Elenei cu Ivan

Elena - cunoscută după căsătorie ca Elena Stefanovna (rusă Елена Стефановна), numită ulterior de către ruși și Elena Voloșanka (rusă Елена Волошанка), (n. 1464-1466 – d. 18 ianuarie 1505, Moscova) a fost fiica lui Ștefan cel Mare și a Evdochiei Olelkovici.
A fost căsătorită în 12 ianuarie 1483  cu Ivan cel Tânăr (în l. rusă Ivan Ivanovici Molodoi), , fiul marelui cneaz Ivan al III-lea, cu care a avut un singur copil, Dmitri Ivanovici-„Nepotul”, născut în 10 octombrie 1483.:pp. 401-402
După moartea soțului său în 1490, fiul Elenei a fost desemnat co-regent  de către țarul Ivan al III-lea, între 1498-1502. Dar fiind susținătoare a ereziilor iudaizante este arestată și pierde oricare șansă la preluarea tronului din partea dinastiei proprii. Elena și fiul său sunt arestați și întemnițați în 1502, Elena murind în ianuarie 1505 de „moarte necesară” (a fost asasinată).:pp. 402-404 A fost înmormântată la mănăstirea Voznesenskaia.